# Xenó de Tebes
Xenó de Tebes (en llatí Xenon, en grec antic Ξένων) fou un militar tebà que va viure al segle v aC.
Tenia el comandament d'un cos de tropes peloponèsies que van ser enviades a l'illa de Sicília per lluitar contra els atenencs l'any 413 aC durant el setge de Siracusa. L'esmenta Tucídides.